# Endtime Productions
Endtime Productions ist ein christliches Metal-Label aus Schweden. Das Profil des Labels sind die härteren Spielarten des Metals, hauptsächlich „Unblack-“, Death- und Progressive Metal. Es stehen ausschließlich Bands mit christlichem Hintergrund unter Vertrag. Der Vertrieb der CDs erfolgt trotz verhältnismäßig großer Auflagen nur über rein christliche Vertriebswege. 
Neben den regulären Auflagen veröffentlicht das Label spezielle, meist auf wenige Stück limitierte, Sonderauflagen der Alben in Digipacks oder auf Schallplatte, die in der Regel einen hohen Sammlerwert gewinnen. Der internationale Vertrieb der Alben findet zudem als Unterlizenz über die Plattenfirmen „Fear Dark“, „Gotenburg Noiseworks“, „Solid State“ und „Tooth and Nail“ statt. 
Geleitet wird Endtime Productions von Samuel Durling, der auch Produzent vieler Alben des Labels ist. Er war zudem Sänger der Industrial-Band „Mental Destruction“. 

## Endtime Festival
Das Label ist auch Organisator des christlichen Metal-Festivals Endtime Festival, welches erstmals im März 2007 in Halmstad stattfand und für eine DVD-Veröffentlichung aufgezeichnet wurde.

## Bands
- Absurd²
- Anaemia
- Antestor
- Bloodwork
- Crimson Moonlight
- Dalit
- Drottnar
- Extol
- Lengsel
- Opus Iræ
- Vardøger